# ノースダコタ大学
ノースダコタ大学（ノースダコタだいがく、University of North Dakota、略称: UND）は、アメリカ合衆国ノースダコタ州グランドフォークスにある州立総合大学。州創設に先立つこと6年、1883年にダコタ準州に創立した、同州最古の大学である。同学はリベラル・アーツ教育を行う大学として始まり、その後規模を拡大して学術的研究も行う大学になった。
同学は8つの学部と大学院を有している。また、州唯一のロースクールやメディカルスクールを含め、同学は様々な専門職プログラムや特別プログラムを提供している。中でも、同学は航空宇宙学部に最も力を入れている。また、同学のキャンパス内には、1983年に同学に編入される以前はエネルギー省の管轄下にあったエネルギー・環境研究センターや、農務省の人間栄養研究センターといった、連邦の研究機関も置かれている。
ノースダコタ大学のスポーツチーム、ファイティングホークスは、NCAAのディビジョンIで競っている。中でも、男子アイスホッケーチームは全米屈指の名門として知られ、全米優勝8回を誇る。男子アイスホッケーチームは、キャンパス内に立地するラルフ・エンゲルスタッド・アリーナを本拠地としている。

## 沿革

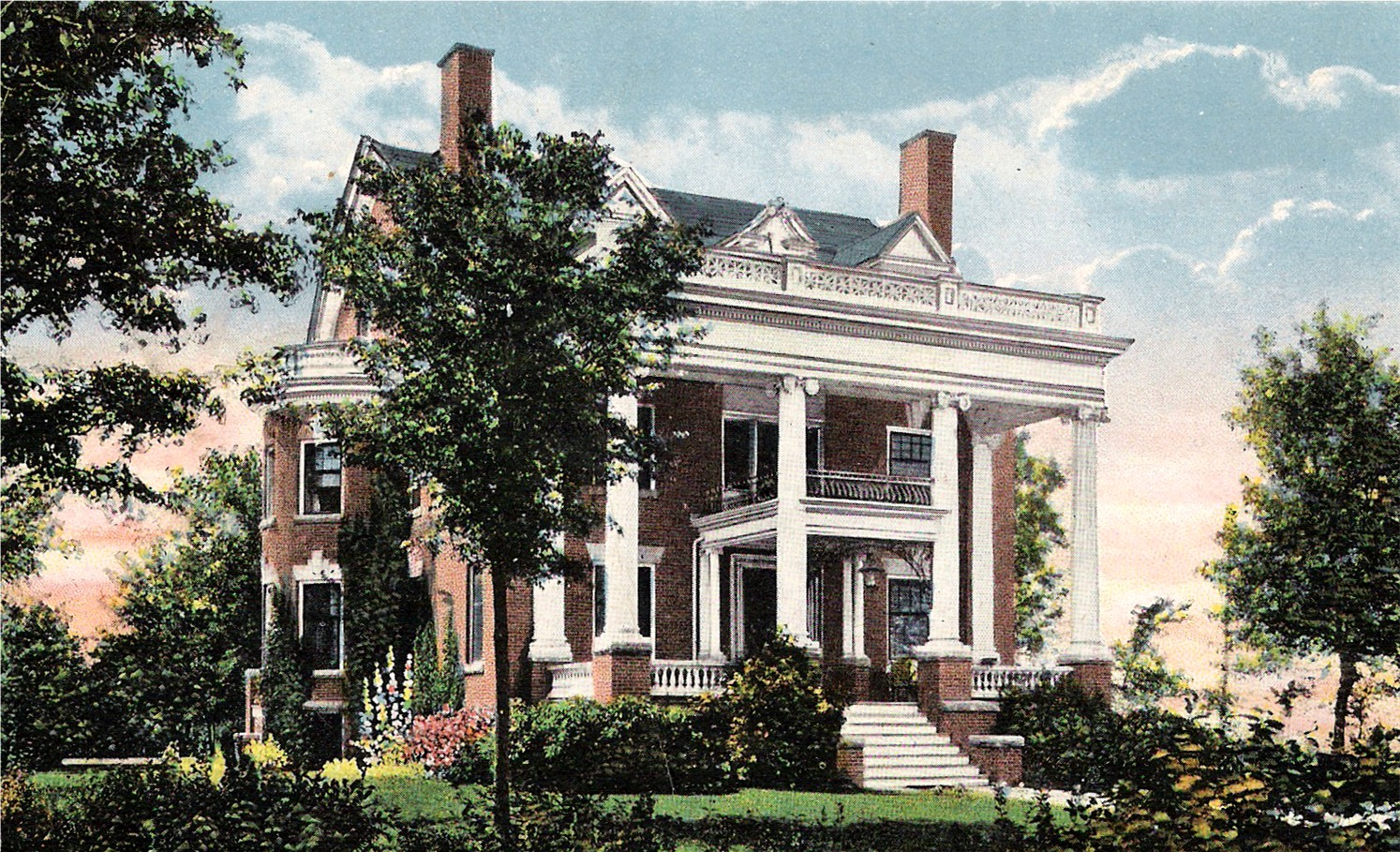
旧学長邸（1919年）。「オックスフォード・ハウス（Oxford House）として、1973年に国家歴史登録財に指定されている。

ノースダコタ大学はノースダコタ州創設に先立つこと6年、1883年に創立した。グランドフォークスの初期の入植者の1人で、ダコタ準州議会議員のジョージ・H・ウォルシュは、グランドフォークスに「ノースダコタ大学」という名の新しい公立大学を創設する法案を準州議会に提出した。公の場で「ノースダコタ」という語が用いられたのは、この法案が初めてであった。最初の授業は1884年９月8日に行われた。大学最初の校舎であるオールド・メインには、教室、教職員室、学生寮の部屋、および図書館が全て1つの校舎内に入っていた。初期のノースダコタ大学は、グランドフォークスから西へ2マイル（3.2km）ほど離れたところに、周りを農場や原野に囲まれた、わずか数エーカーのキャンパスを有するにとどまっていた。キャンパス外に住む学生は、午後にのみ運行された列車、もしくは「ブラック・マリア」（Black Maria）と呼ばれた、大学が運行する馬車バスで通学していた。

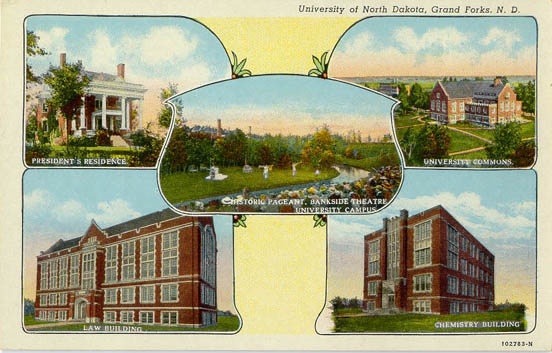
20世紀初頭のキャンパスの光景がいくつか描かれた絵葉書

大学の規模が大きくなるにつれて、キャンパスには校舎が次々と建設され、グランドフォークス市中心部と大学とを結ぶトロリー網も整備されていった。その一方で、大学は様々な困難にも直面した。1918年には、ノースダコタ州だけでも1,400人の死者を出したインフルエンザの流行により、ノースダコタ大学は全米でも最大級の被害を受けた。同年、キャンパスを第一次世界大戦に出征する陸軍兵士の基地とするため、授業が全面休講となった。世界恐慌の最中には、ノースダコタ大学は、学内で肉体労働に携わる学生に無料で寄宿舎を提供した。鉄道の車掌車を利用したこの寄宿舎は「キャンプ・ディプレッション（恐慌）」と呼ばれ、1台あたり男子学生8人を詰め込んだ。「キャンプ・ディプレッション」の学生は食堂で通常の食事にありつくことはできず、無料で与えられる残飯で腹を満たさざるを得なかった。しかし、グランドフォークスの市民はしばしば、「キャンプ・ディプレッション」の多くの学生に、家や食卓を開放した。
第二次世界大戦中は学生数が775人まで激減し、そのほとんどは女子で占められた。しかし終戦後は復員兵が大量に入学し、学生数は一転して急増、一気に3,000人を超え、教室や学生寮は逼迫した。1958年には、男子アイスホッケーチーム（当時のスポーツチーム名はファイティング・スー）が初優勝を果たした。1968年にはジョン・D・オデガード航空宇宙学部が創設された。その一方で、1960-70年代にかけては、ノースダコタ大学でもベトナム反戦運動や公民権運動など、学生によるデモが相次いだ。中でも、1970年5月、オハイオ州のケント州立大学で州兵がベトナム反戦運動参加学生に銃を乱射した事件に対する抗議として全米各地で起きたデモは、グランドフォークスでも1,500-2,000人を集めた、史上最大級のものとなった。
1980年代に入ると、学生数の増加、学生層の多様化、専門職大学院の認定、新たな修士号・博士号授与プログラムの創設など、ノースダコタ大学はあらゆる方面で発展した。研究施設の新設や航空宇宙学部の発展に伴い、キャンパスも広がった。また、学内にコンピュータをはじめとする先端技術が学内に広まり、学生と教員の両方がその恩恵を受けた。1990年代に入っても大学は発展し続けたが、1997年春に北のレッド川が大洪水を起こし、多数の校舎が浸水、その年度が終わるまで休校を余儀なくされた。

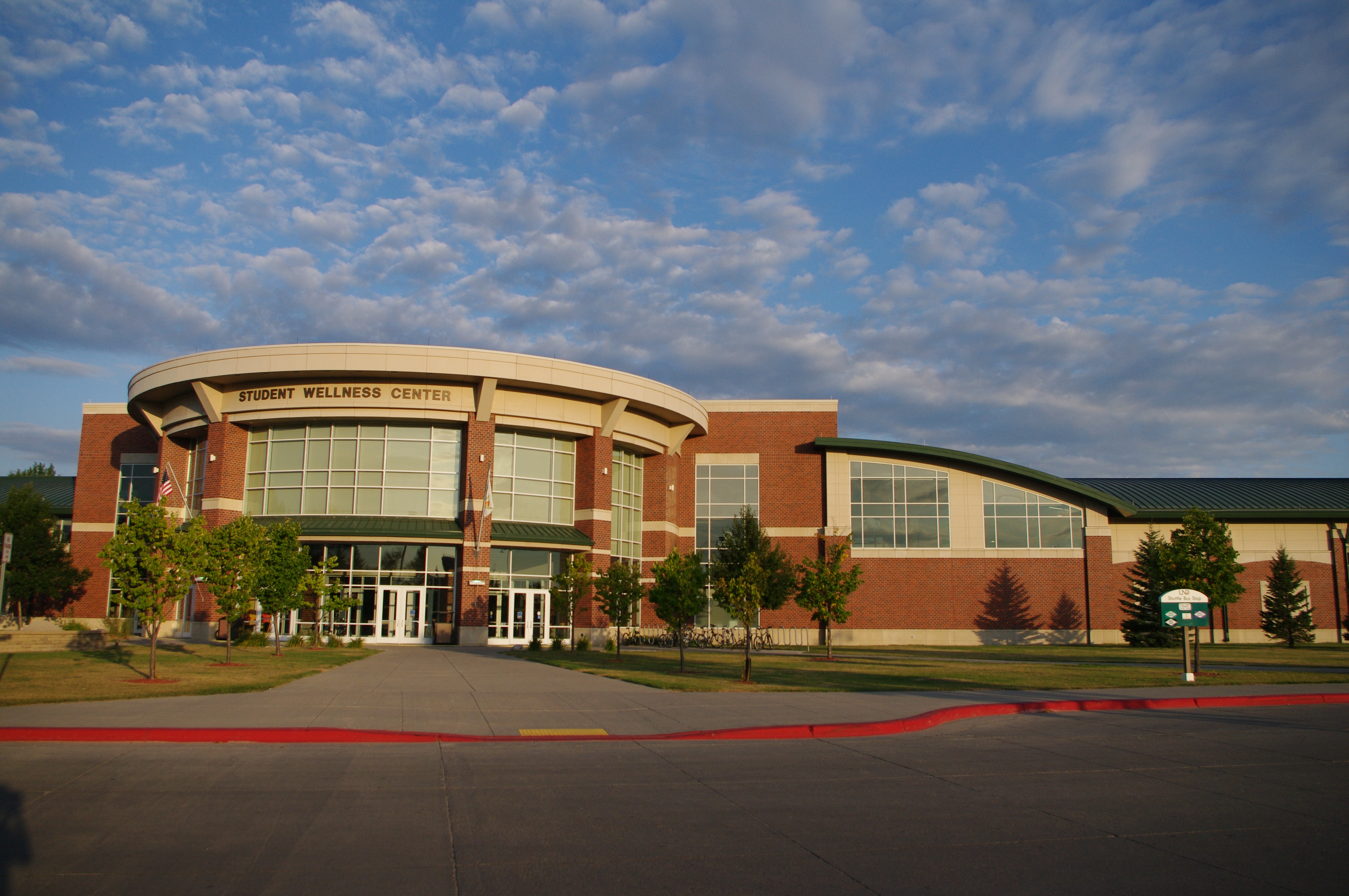
学生ウェルネスセンター

大洪水後の復興において、21世紀に入ると、大学内の至るところで校舎その他の建物の改修や新設が相次いだ。2001年には、フットボールチームの本拠地となるアレラス・センター、および男子アイスホッケーチームの本拠地となるラルフ・エンゲルスタッド・アリーナという、2つの大きなスポーツ施設が完成、開館した。2004年には、ラルフ・エンゲルスタッド・アリーナの隣に、女子バレーボールチーム、および男女バスケットボールチームの本拠地となる、ベティ・エンゲルスタッド・スー・センターが完成、開館した。2006年には、学生の心身の健康増進を目的とする、学生ウェルネスセンターが開館した。また、駐車場の増設、アパート型学生寮の建設、同窓会館の建設、教育・人間発達学部校舎の改修・増築、およびエネルギー・環境研究センターの増築といった建設プロジェクトも次々と進められた。2016年には、1億2376万ドルを投じて建設された医学部本部が完成した。
ノースダコタ州立大学のアグリビジネス・応用経済学科がノースダコタ大学システム全体について出した報告書によると、2017年度にノースダコタ大学が地域経済に与えた経済効果は、約15億4900万ドルにのぼると算出された。。また、ノースダコタ大学は、グランドフォークスにおいてはアルトゥル・ヘルス・システムやグランドフォークス空軍基地等と共に、またノースダコタ州全体でもアルトゥル・ヘルス・システムを含む私立医療機関グループやウォルマート、ノースダコタ州立大学等と共に、最大の雇用主のうちの1つに数えられている。

## 施設

### メインキャンパス

ノースダコタ大学メインキャンパス構内地図

ノースダコタ大学のメインキャンパスはグランドフォークス市中心部の西約2マイル（3.2km）、ユニバーシティ・アベニュー沿いに位置し、その広さは550エーカー（222.6ha）である。キャンパスは東西約1.5マイル（2.4km）にわたり、西端には州間高速道路29号線が通り、東端にはユニバーシティ・パークが立地し、そのほぼ中央をイングリッシュ・クーリーという小川が蛇行しながら流れている。メインキャンパスの南にはBNSF鉄道のグランドフォークス車両基地が立地し、北にはグランドフォークス市内でゲートウェイ・ドライブという通りになっている国道2号線が通っている。

#### キャンパス中央部および東部

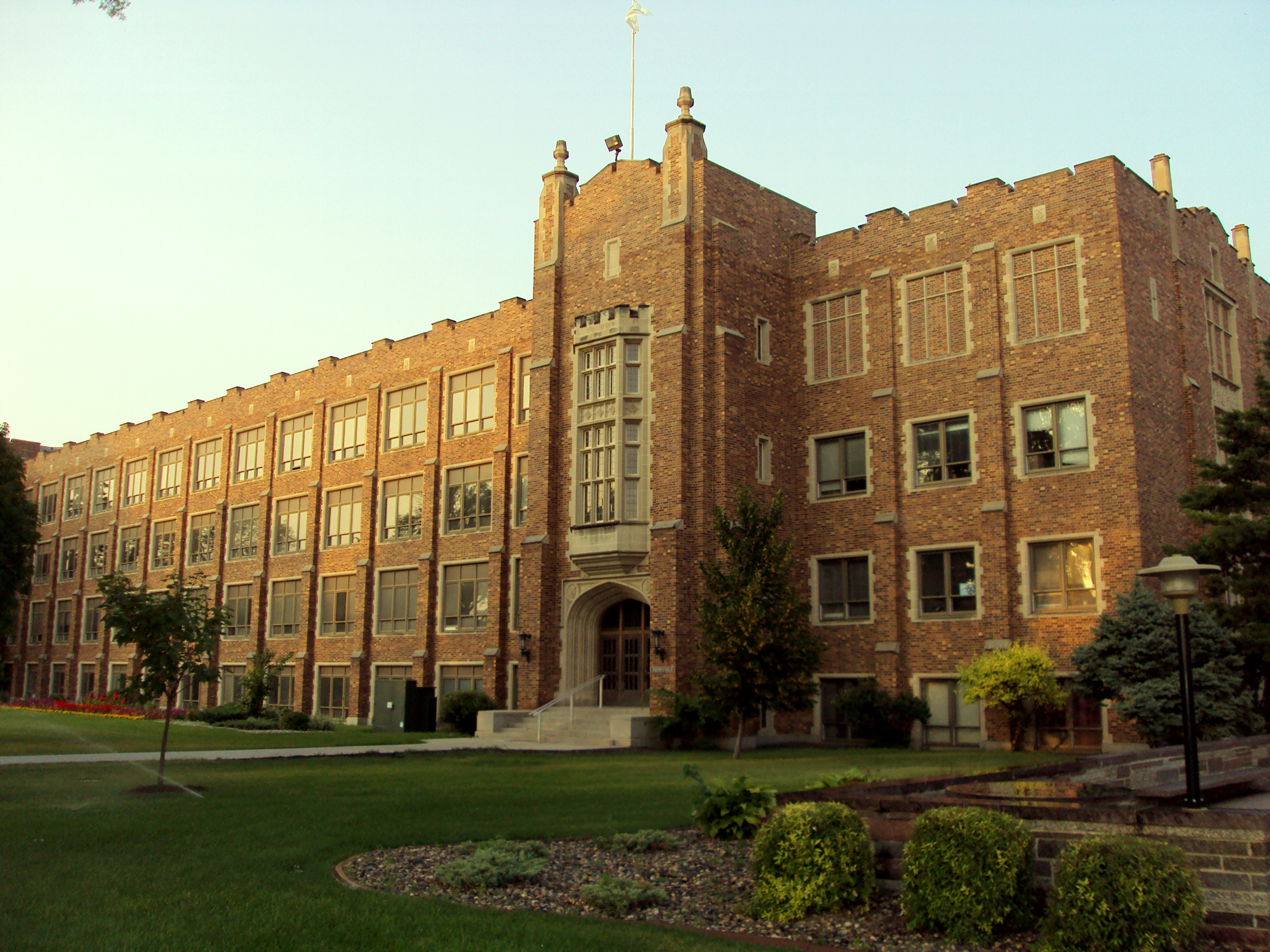
メリフィールド・ホール

メインキャンパス中央部はノースダコタ大学で最も古くからあるエリアで、歴史的建造物が建ち並んでいる。キャンパス中央部には教育・研究用途の建物が最も多く集中している。キャンパスの中心には、ノースダコタ州全体でも最大の図書館である、チェスター・フリッツ図書館が建つ。同館の高さ82フィート（25m）のタワーは、ユニバーシティ・アベニュー沿いのランドマークになっている。同館の南側は、舞い上がる鷲の像やキャンプ・ディプレッション記念像などの銅像が立つ公園状のモールとなっており、ここで勉強する学生の姿もよく見られる。モールの周りは、メリフィールド・ホール、トゥワムリー・ホール、バブコック・ホール、モントゴメリー・ホール、旧カーネギー図書館といった歴史的建造物に囲まれている。
メリフィールド・ホールとトゥワムリー・ホールの間にあるオールド・メイン記念広場は、ノースダコタ大学最初の建物であったオールド・メインのあった場所である。この広場に立つオールド・メイン記念球の「永遠の炎」は、飽くなき知の探求を示している。この記念球の真下には、オールド・メイン時代の歴代学長8人の名、オールド・メインの描写、および同校の校歌 Alma Mater の歌詞4行が彫られている。

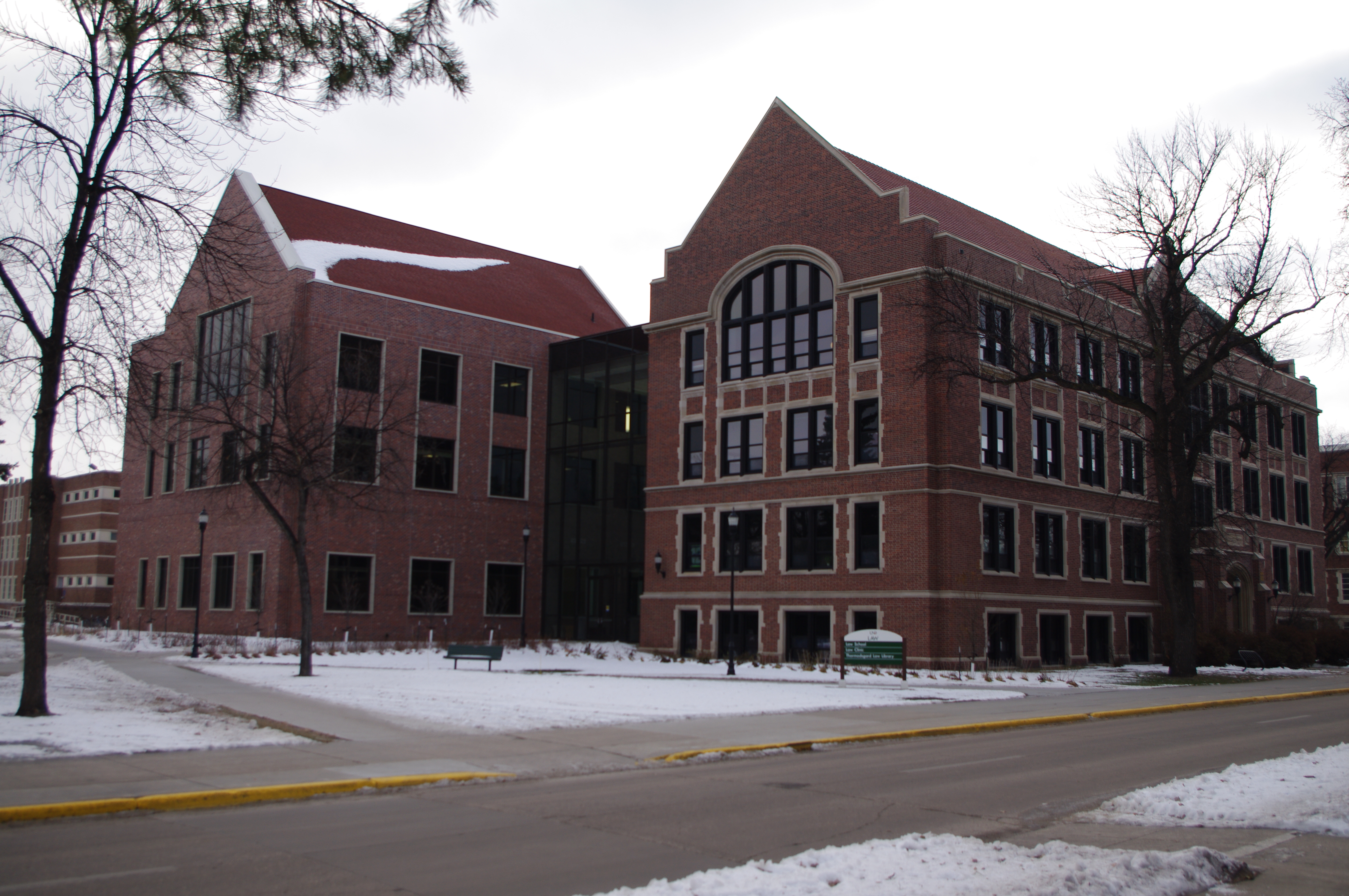
法学部校舎・図書館

その他にも、キャンパス中央部には法学部校舎・図書館、ノースダコタ美術館、メモリアル・ユニオン、ギャンブル・ホール、ガーシュマン・センター、バートネス・シアター等の建物が建っている。イングリッシュ・クーリーはキャンパス中央部の西端を流れており、その西岸には、チェスター・フリッツ講堂やヒューズ芸術センターが建つ。1908年にアデルファイ文学会から寄贈された噴水は、現在もヒューズ芸術センターの東、イングリッシュ・クーリーのほとりに、当時のままの姿で残っている。
キャンパス中央部東端にはヒスロップ・スポーツ・センター、および、アレラス・センター完成前までフットボールチームの本拠地として使われていたメモリアル・スタジアムが建っている。メモリアル・スタジアムの東隣には、各スポーツチームの練習場として2015年に完成した、アスレチックス・ハイパフォーマンス・センターが建つ。
キャンパス南東端には、エネルギー・環境研究センター、国立水素技術センター、および人間栄養研究センターといった研究機関の建物が建ち並んでいる。キャンパスの東端、これらの研究機関からユニバーシティ・アベニューを隔てた北側、ユニバーシティ・アベニューと23rdストリートとの北西角には、グランドフォークス公園局の管轄下にあるユニバーシティ・パークが広がる。法学部校舎・図書館とユニバーシティ・パークの間のユニバーシティ・アベニュー北側には、各フラタニティとソロリティの活動拠点である家屋が建ち並んでいる。

#### キャンパス北部

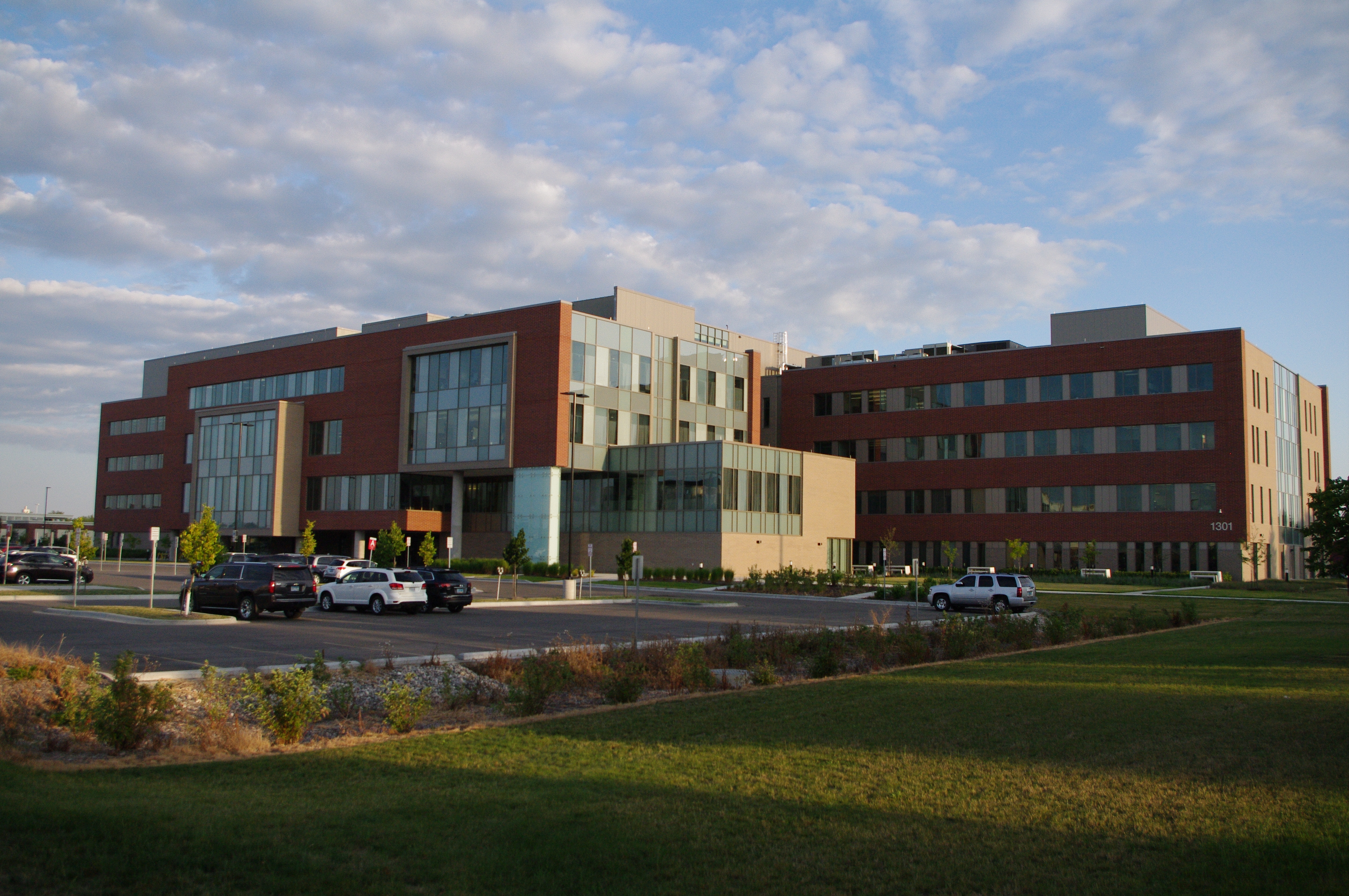
医学部本部

メインキャンパス北端、ゲートウェイ・ドライブとコロンビア・ロードの南西角には、2016年に完成した医学部本部が立地する。同じくコロンビア・ロード沿い、フラタニティとソロリティの家屋群のすぐ北には、現在の医学部本部が完成する以前に本部が置かれていたコロンビア・ホールや、生物医学研究センター、神経科学研究施設が建つ。また、キャンパス北部には、2000年以降開発が進められている、ユニバーシティ・ビレッジと呼ばれる地区も広がる。この地区内には、ラルフ・エンゲルスタッド・アリーナをはじめ、ベティ・エンゲルスタッド・スー・センター、学生ウェルネスセンター、大学書店、いくつかの学生用アパートが立地するほか、ミニモール、銀行、診療所、コンビニエンスストアといった施設も建っている。

#### キャンパス西部

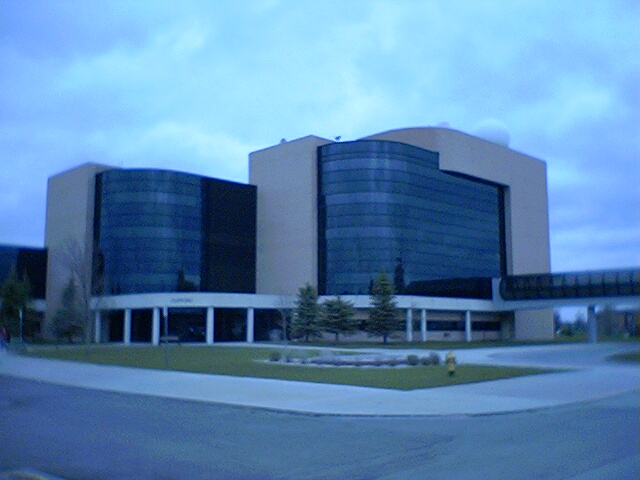
クリフォード・ホール

メインキャンパス西部は比較的新しいエリアで、近代的な建物が建ち並んでいる。また、キャンパス西部には学生寮やアパートといった住居用の建物が集中している。ジョン・D・オデガード航空宇宙学部はキャンパス西部に立地し、オデガード・ホール、ストライベル・ホール、クリフォード・ホール、ライアン・ホール、およびロビン・ホールの5つの校舎を使用している。42ndストリートより西側には、ライアン・ホールおよびロビン・ホールに隣接して、スカリッキー・ビジネス・インキュベータ、イナ・メイ・ルード起業センター、技術アクセラレータといった施設や、ヒルトン・ガーデン・インが立地する。

### メインキャンパス外の施設
メインキャンパスから西へ5マイル（8km）、グランドフォークス国際空港内には、航空宇宙学部の訓練・実習施設や、格納庫などの施設が置かれている。加えて、航空宇宙学部はミネソタ州クルックストンおよびアリゾナ州フェニックスにも飛行訓練センターを置いている。
医学部はメインキャンパス内の本部のほか、ファーゴ、ビスマーク、およびマイノットにも支部を置き、これらの各地域、さらには農村部に至るまで、州内各地の病院や診療所において医学教育を行き渡らせている。
メインキャンパスからBNSF鉄道の線路とデマーズ・アベニューを隔てたすぐ南側には、大学が所有するレイ・リチャーズ・ゴルフコースというゴルフ場が立地している。このゴルフ場は2016年、州政府の予算削減のために閉鎖されたが、2019年秋に再開する予定になっている。再開後は、本来のゴルフ場としての使途のほか、同学の学生や教授、地元企業などが、無人航空機のテスト飛行に利用することが検討されている。また、メインキャンパスから南へ1.5マイル（2.4km）に立地する市有のアレラス・センターは、フットボールチームが本拠地としている。

## 学術、研究と教育

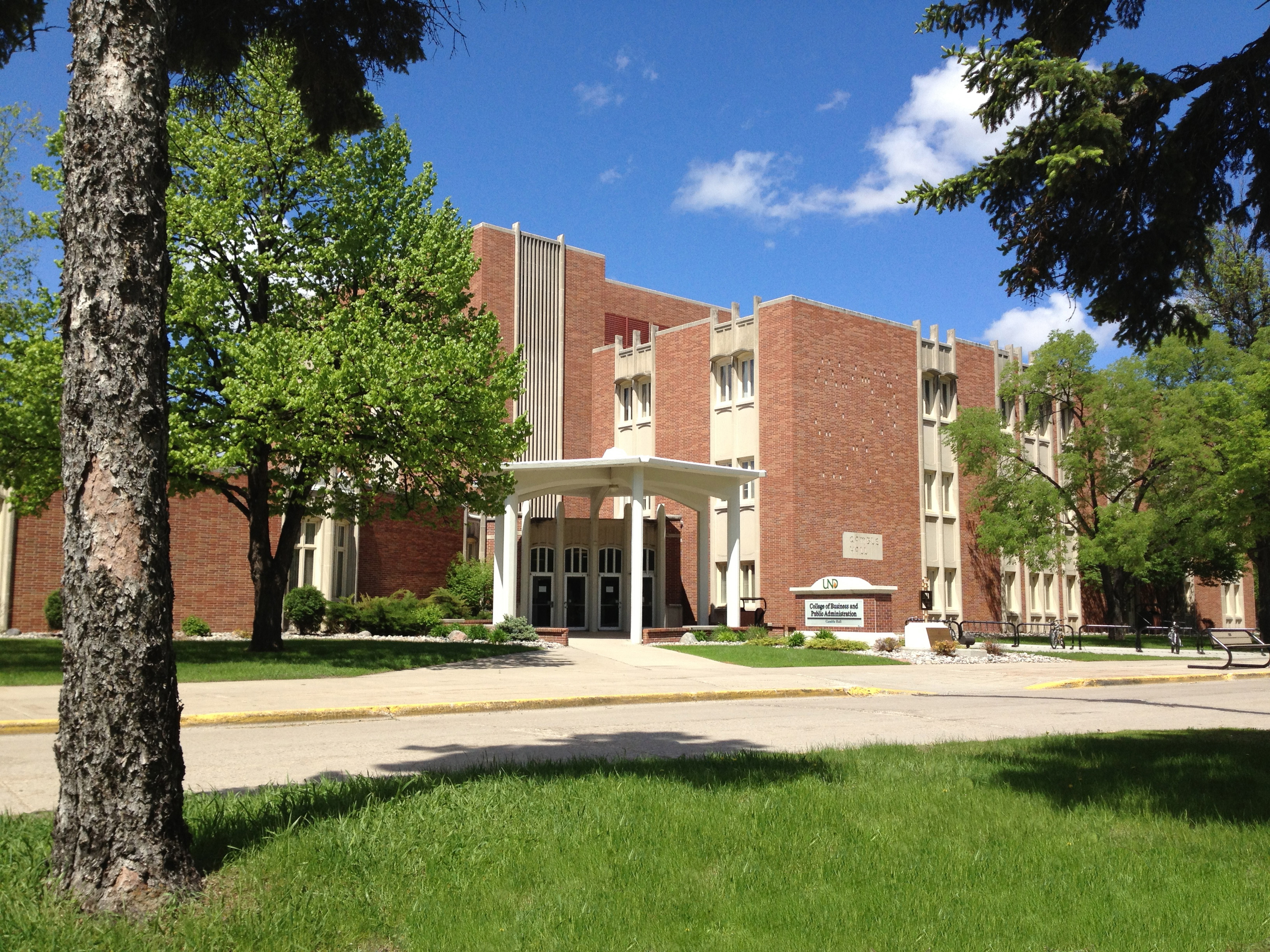
経営・行政学部の校舎であるギャンブル・ホール

ノースダコタ大学は高等教育委員会（HLC、旧北中部大学学校協会/NCA）により認定を受けている。同学は以下の8学部、および大学院を有している。
- ジョン・D・オデガード航空宇宙学部（John D. Odegard School of Aerospace Sciences）
- 教養学部（College of Arts and Sciences）
- 経営・行政学部（College of Business and Public Administration）
- 教育・人間発達学部（College of Education and Human Development）
- 工・鉱山学部（College of Engineering and Mines）
- 法学部（School of Law）
- 医・保健学部（School of Medicine and Health Sciences）
- 看護学部（College of Nursing and Professional Disciplines）

これらの学部および大学院が提供するプログラムの数は225以上にのぼる。学部主専攻は108、学部副専攻は69、大学院修士は86（学部主専攻・大学院修士一貫は21）、大学院博士は39を数える。加えて、ロースクールおよびメディカルスクールもそれぞれの専門職学位を授与している。この他、専門職大学院進学準備プログラム、ディプロマ授与プログラム、サーティフィケート授与プログラムも提供している。また、同学の遠隔教育の歴史は1911年の通信教育開始にさかのぼり、今日ではオンラインで120以上の学位・サーティフィケート授与プログラムを提供している。
その中でも、ノースダコタ大学は航空宇宙学部に特に力を入れている。2010年には、全米で初めて無人航空機で学位を授与した。また、同学部のパイロット養成プログラムは、全米でもパデュー大学、オハイオ州立大学、エンブリー・リドル航空大学等と並んでトップクラスに位置付けられている。東海大学のパイロット養成コースである、工学部航空宇宙学科航空操縦学専攻は同学部と提携しており、学生は2-3年次に15ヶ月間ノースダコタ大学に留学して飛行訓練を受ける。
全体では、ノースダコタ大学はUSニューズ&ワールド・レポートの大学ランキングにおいて、全米の総合大学の中で250位前後という評価を受けている。

## スポーツ
| ラルフ・エンゲルスタッド・アリーナ |  | ラルフ・エンゲルスタッド・アリーナ |
| ラルフ・エンゲルスタッド・アリーナ |  |                                    |

ノースダコタ大学のスポーツチーム、ファイティング・ホークスは男子8種目、女子9種目のチームを有し、その全てがNCAAディビジョンIで競っている。ほとんどの競技においては、ファイティング・ホークスはサミット・リーグに所属している。アイスホッケーチーム（2017年以降男子のみ）は全米大学ホッケーカンファレンス（National Collegiate Hockey Conference、NCHC）に所属している。フットボールはFCS（旧I-AA）で競っており、いずれのカンファレンスにも所属しない独立校となっている。
中でも、男子アイスホッケーチームは全米屈指の名門として知られ、フローズン・フォー進出22回（歴代3位タイ）、うち全米優勝8回（ミシガン大学に次いで歴代2位タイ、最も直近では2016年）、準優勝5回を誇り、NHLにも多数の人材を輩出している。アイスホッケーチームはラルフ・エンゲルスタッド・アリーナを本拠地としている。また、男女アイスホッケーチーム以外がディビジョンIIで競っていた時代には、フットボールチームが2001年に、また女子バスケットボールチームが1997-99年に3年連続で、それぞれディビジョン優勝を果たしている。
かつては、ノースダコタ大学のスポーツチームはファイティング・スーという愛称を使っていた。しかし、この名称およびマスコットがネイティブ・アメリカンに対して攻撃的であるとして、2012年にNCAAの命令により、使用を停止した。その後2015年、学生・教職員・その他関係者の投票により、新しい愛称がファイティング・ホークスに決定し、それ以降はこの名称を使っている。

## スクールカラー
ノースダコタ大学は、スクールカラーを緑（UND Green）・白・黒・灰色（UND Gray）の4色と定めている。加えて、補助的な色として、同学のロゴの炎に限り橙色（UND Orange）を、また儀礼的な目的に限り桃色（UND Pink）をそれぞれ使用することを認めている。下表にそれぞれの色を示す。
| 色 | 色名 （日本語） | 色名 （英語） | CMYK       | RGB         | 16進    |
| -- | --------------- | ------------- | ---------- | ----------- | ------- |
|    | 緑              | UND Green     | 93/0/100/0 | 0/154/68    | #009A44 |
|    | 白              | White         | 0/0/0/0    | 255/255/255 | #FFFFFF |
|    | 黒              | Black         | 0/0/0/100  | 0/0/0       | #000000 |
|    | 灰色            | UND Gray      | 13/8/11/26 | 170/174/173 | #AAAEAD |
|    | 橙色            | UND Orange    | 0/70/100/0 | 255/103/31  | #FF671F |
|    | 桃色            | UND Pink      | 0/39/10/0  | 248/163/188 | #F8A3BC |

## 註
1. 1 2 3 4 5 6  About UND. University of North Dakota. 2019年7月31日閲覧.
2. 1 2 3  Student Body. University of North Dakota. 2018年秋学期. 2019年7月31日閲覧.
3. 1 2  Color. University of North Dakota. 2019年8月31日閲覧.
4. 1 2 3  Academics. University of North Dakota. 2019年7月31日閲覧.
5. ↑  UND School of Law: At A Glance. University of North Dakota. 2019年7月31日閲覧.
6. ↑  Medical School. University of North Dakota. 2019年7月31日閲覧.
7. ↑  Our History. Energy & Environmental Research Center, University of North Dakota. 2019年7月31日閲覧.
8. ↑  Grand Forks Human Nutrition Research Center: Grand Forks, ND. Agricultural Research Center, U.S. Department of Agriculture. 2019年7月31日閲覧.
9. 1 2  Connors, Ryan. Frozen Four: History and team records. NCAA. 2019年4月12日. 2019年7月31日閲覧.
10. ↑  NORTH DAKOTA - Grand Forks County. National Register of Historic Places. 2019年7月31日閲覧.
11. 1 2  UND History: The Founding (アーカイブ). University of North Dakota. 2007年9月27日.
12. ↑  UND History: Old Main (アーカイブ). University of North Dakota. 2007年9月10日.
13. ↑  UND History: 1890 (アーカイブ). University of North Dakota. 2007年5月28日.
14. ↑  UND History: 1910 (アーカイブ). University of North Dakota. 2006年9月14日.
15. 1 2  UND History: 1930 (アーカイブ). University of North Dakota. 2006年9月14日.
16. ↑  UND History: 1940 (アーカイブ). University of North Dakota. 2006年9月14日.
17. ↑  UND History: 1950 (アーカイブ). University of North Dakota. 2010年7月19日.
18. ↑  History. School of Aerospace Sciences, University of North Dakota. 2019年8月16日閲覧.
19. ↑  UND History: 1970 (アーカイブ). University of North Dakota. 2006年9月14日.
20. ↑  UND History: 1980 (アーカイブ). University of North Dakota. 2006年9月14日.
21. ↑  UND History: 1990 (アーカイブ). University of North Dakota. 2006年9月14日.
22. ↑  Mission Statement & History. Alerus Center. 2019年8月17日閲覧.
23. ↑  Ralph Engelstad. Ralph Engelstad Arena, University of North Dakota. 2019年8月17日閲覧.
24. ↑  Betty Engelstad Sioux Center. Ralph Engelstad Arena, University of North Dakota. 2019年8月17日閲覧.
25. ↑  Our Story. Wellness Center, University of North Dakota. 2019年8月17日閲覧.
26. 1 2  School of Medicine & Health Sciences, School History. School of Medicine & Health Sciences, University of North Dakota. 2019年8月17日閲覧.
27. ↑  Bangsund, Dean A. and Nancy M. Hodur. Economic Impact of the North Dakota University System in 2017. Report 782. pp.73-74. Department of Agribusiness and Applied Economics, North Dakota State University. 2018年12月.
28. ↑  UND contributes $1.5 billion to North Dakota economy, according to new report. University of North Dakota. 2019年1月8日. 2019年8月17日閲覧.
29. ↑  City of Grand Forks 2017 Comprehensive Annual Financial Report. p.192. City of Grand Fork, North Dakota. 2017年. 2019年8月17日閲覧.
30. ↑  ND Job Service releases list of state's largest employers. KFGO. 2017年9月18日. 2019年8月17日閲覧.
31. 1 2 3 4 5 6 7 8 9 10 11 12 13 14 15 16  Interactive Campus Map, Printable Campus Map. University of North Dakota. 2019年8月19日閲覧.
32. 1 2 3 4 5 6 7  Campus Landmarks (アーカイブ). University of North Dakota. 2007年8月24日.
33. ↑  UND Athletics High Performance Center. University of North Dakota. 2019年8月25日閲覧.
34. ↑  University Village. Greater Grand Forks Convention & Visitors Bureau. 2019年8月25日閲覧.
35. ↑  Aerospace Facilities: Grand Forks International Airport (アーカイブ). School of Aerospace Sciences, University of North Dakota. 2007年8月30日.
36. ↑  Flight Training Centers. School of Aerospace Sciences, University of North Dakota. 2019年8月26日閲覧.
37. ↑  Locations & Facilities. School of Medicine and Health Sciences, University of North Dakota. 2019年8月26日閲覧.
38. ↑  Mook, Sydney. UND to keep Ray Richards as a golf course. Grand Forks Herald. 2018年11月27日. 2019年8月26日閲覧.
39. ↑  Dodds, David. Ray Richards Golf Course to reopen in 2019. UND Today. University of North Dakota. 2018年11月27日. 2019年8月26日閲覧.
40. ↑  Statement of Accreditation Status: University of North Dakota. Higher Learning Commission. 2019年8月31日閲覧.
41. ↑  Accreditation. University of North Dakota. 2019年8月31日閲覧.
42. ↑  Explore Programs. University of North Dakota. 2019年8月31日閲覧.
43. ↑  Online Education. University of North Dakota. 2019年8月31日閲覧.
44. ↑  A first: UND offers degree program in UAV piloting. Homeland Security News Wire. Mineola, New York: News Wire Publications. 2010年1月5日. 2019年8月31日閲覧.
45. ↑  Houston, Sarina. The Best U.S. Aviation Colleges. The Balance Careers. Dotdash Publishing. 2019年1月21日. 2019年8月31日閲覧.
46. ↑  Home. Pilot-Colleges.com. 2018年. 2019年8月31日閲覧.
47. ↑  米ノースダコタ大 航空宇宙学部: 世界のパイロット養成. 日本経済新聞. 2017年2月15日. 2019年8月31日閲覧.
48. ↑  【パイロット留学】を志す人に知ってほしいこと. 栄陽子留学研究所. 2019年8月31日閲覧.
49. ↑  航空宇宙学科 航空操縦学専攻. 東海大学. 2019年8月31日閲覧.
50. 1 2  東海大学工学部航空宇宙学科 航空操縦学専攻を選んだ学生たち パイロットの夢を追って、走り続ける4年間! pp.2-5. 空のワルツ. Vol.675. 日本女性航空協会. 2014年8月. 2019年8月31日閲覧.
51. ↑  Best Colleges 2020: National Universities Rankings. U.S. News & World Report. 2019年. 2019年10月4日閲覧.
2020年版（2019年発行）では263位であった。
52. ↑  North Dakota Fighting Hawks Home. University of North Dakota. 2019年8月31日閲覧.
53. ↑  Home. The Summit League. 2019年8月31日閲覧.
54. ↑  Cimini, Kate. Past, present, future left reeling after North Dakota women's hockey program gets cut. Sports Illustrated. 2017年4月5日. 2019年8月31日閲覧.
55. ↑  Home. National Collegiate Hockey Conference. 2019年7月13日閲覧.
56. ↑  Championship History: Division II Football. NCAA. 2019年8月31日閲覧.
57. ↑  Championship History: Division II Women's Basketball. NCAA. 2019年8月31日閲覧.
58. ↑  Walsh, Paul. Fighting Hawks is new nickname for University of North Dakota. Minneapolis: Star Tribune. 2015年11月18日. 2019年8月31日閲覧.
59. ↑  Why North Dakotans Win With Research Universities. North Dakota State University. 2011年7月. 2019年7月31日閲覧.
60. ↑  素顔のMiss PILOT. TVでた蔵. ワイヤーアクション. 2019年7月31日閲覧.